# Колчак, Кристиан
Кристиан Колчак (словац. Kristián Kolčák; род. 30 января 1990, Братислава) — словацкий футболист, защитник австрийского клуба «Муккендорф/Цайзельмауэ».

## Клубная карьера
В 2007 году начал профессиональную карьеру в братиславском «Словане». В 2010 году был арендован клубом «Дубница». В 2015 году подписал контракт с польским клубом «Подбескидзе». В 2016 году играл за «Ружомберок». 
В начале 2017 года перешёл в венгерский «Дьирмот». Летом 2017 года стал игроком казахстанского «Актобе». Затем перешёл в Венгрию в «Халадаш». В 2019 году вернулся на родину и в течение двух следующих сезонов выступал «Петржалку» и «Нитру». 
В 2021—2022 годах был игроком игроком клуба «Штрипфинг».